# Хольм, Дорте
До́рте Элизабе́т Хольм (дат. Dorthe Elisabeth Holm; род. 3 июля 1972, Копенгаген) — датская кёрлингистка.
Участница 6 чемпионатов мира  (1994, 1995, 1996, 1997, 1998, и 2003) и 8 Чемпионатов Европы (1995, 1996, 1997, 1998, 2002, 2003, 2005, и 2006).
В 1998 году она участвовала в Олимпийских играх в Нагано, где со своей командой выиграла серебряную медаль. Вернулась в Олимпийские игры в 2006 году. На них команда Дании показала  девятый результат.
В составе женской сборной Дании участник зимних Олимпийских игр 1992 (серебряные призёры), 2006 (заняли девятое место); также участвовала в демонстрационном турнире по кёрлингу на Зимних Олимпийских играх 1992; участник шести чемпионатов мира среди женщин (лучший результат — серебряные призёры в 1998), девяти чемпионатов Европы (лучший результат — чемпионы в 1994). Пятикратная чемпионка Дании среди женщин. Трёхкратная чемпионка Дании среди смешанных команд. В составе юниорской женской сборной Дании участник шести чемпионатов мира (лучший результат — бронзовые призёры в 1993 и 1994). Семикратная чемпионка Дании среди юниоров.
В «классическом» кёрлинге (команда из четырёх человек одного пола) играет в основном на позициях третьего и четвёртого. Много сезонов была скипом команды.
В 2006 году была выбрана в качестве знаменосца сборной Дании на церемонии открытия Олимпийских игр 2006 года в Турине.

## Достижения
- Зимние Олимпийские игры: серебро (1998).
- Чемпионат мира по кёрлингу среди женщин: серебро (1998); бронза (1997).
- Чемпионат Европы по кёрлингу: золото (1994), серебро (1997, 2002), бронза (1998, 2003, 2005).
- Чемпионат Дании по кёрлингу среди женщин: золото (1995, 1996, 1997, 1998, 2003).
- Чемпионат Дании по кёрлингу среди смешанных команд: золото (1992, 1994, 2005).
- Чемпионат мира по кёрлингу среди юниоров: бронза (1993, 1994).
- Чемпионат Дании по кёрлингу среди юниоров: золото (1987, 1989, 1990, 1991, 1992, 1993, 1994).

- Приз за спортивное мастерство на чемпионате мира среди юниоров (англ. WJCC Sportsmanship Award): 1991, 1993.
- «Команда всех звёзд» (англ. WJCC All-Star Team) чемпионата мира среди юниоров: 1991, 1994.

## Команды
| Сезон                                          | Четвёртый           | Третий          | Второй                 | Первый            | Запасной                                                                                  | Турниры                             |
| ---------------------------------------------- | ------------------- | --------------- | ---------------------- | ----------------- | ----------------------------------------------------------------------------------------- | ----------------------------------- |
| 1986—87                                        | June Simonsen       | Дорте Хольм     | Ангелина Йенсен        | Dorthe Andersen   |                                                                                           | ЧДЮ 1987                            |
| 1986—87                                        | June Simonsen       | Dorthe Andersen | Дорте Хольм            | Pia Nilsen        |                                                                                           | ЧЕЮ 1987 (8 место)                  |
| 1988—89                                        | June Simonsen       | Дорте Хольм     | Ангелина Йенсен        | Dorthe Andersen   |                                                                                           | ЧДЮ 1989                            |
| 1988—89                                        | June Simonsen       | Дорте Хольм     | Dorthe Andersen        | Ангелина Йенсен   |                                                                                           | ЧМЮ 1989 (9 место)                  |
| 1989—90                                        | June Simonsen       | Дорте Хольм     | Dorthe Andersen        | Ангелина Йенсен   |                                                                                           | ЧМЮ 1990 (8 место)                  |
| 1990—91                                        | June Simonsen       | Дорте Хольм     | Ангелина Йенсен        | Хелене Йенсен     |                                                                                           | ЧДЮ 1991                            |
| 1990—91                                        | Дорте Хольм         | June Simonsen   | Маргит Пёртнер         | Хелене Йенсен     | Ангелина Йенсен                                                                           | ЧМЮ 1991 (6 место)                  |
| 1991—92                                        | Ангелина Йенсен     | Дорте Хольм     | Маргит Пёртнер         | Хелене Йенсен     |                                                                                           | ЧДЮ 1992                            |
| 1991—92                                        | Дорте Хольм         | Маргит Пёртнер  | Ангелина Йенсен        | Хелене Йенсен     | Nel-Britt Kristensen                                                                      | ЧМЮ 1992 (8 место)                  |
| 1991—92                                        | Хелена Блак         | Лене Бидструп   | Малене Краусе          | Сусанна Слотсагер | Дорте Хольм                                                                               | ЧЕ 1991 (4 место)                   |
| 1991—92                                        | Хелена Блак         | Малене Краусе   | Лене Бидструп          | Сусанна Слотсагер | Дорте Хольм                                                                               | ЗОИ 1992 (демо) (4 место)           |
| 1992—93                                        | Ангелина Йенсен     | Дорте Хольм     | Маргит Пёртнер         | Хелене Йенсен     |                                                                                           | ЧДЮ 1993                            |
| 1992—93                                        | Дорте Хольм         | Ангелина Йенсен | Маргит Пёртнер         | Хелене Йенсен     | Kamilla Schack                                                                            | ЧМЮ 1993                            |
| 1993—94                                        | Ангелина Йенсен     | Дорте Хольм     | Kamilla Schack         | Хелене Йенсен     | Шарлотта Хедегор                                                                          | ЧДЮ 1994 · ЧМЮ 1994                 |
| 1993—94                                        | Хелена Блак Лаурсен | Ангелина Йенсен | Маргит Пёртнер         | Хелене Йенсен     | Дорте Хольм                                                                               | ЧМ 1994 (9 место)                   |
| 1994—95                                        | Хелена Блак Лаурсен | Дорте Хольм     | Маргит Пёртнер         | Хелене Йенсен     | Лиза Ричардсон                                                                            | ЧЕ 1994                             |
| 1994—95                                        | Хелена Блак Лаурсен | Дорте Хольм     | Хелене Йенсен          | Маргит Пёртнер    | Лиза Ричардсон                                                                            | ЧДЖ 1995 · ЧМ 1995 (5 место)        |
| 1995—96                                        | Хелена Блак Лаурсен | Дорте Хольм     | Хелене Йенсен          | Маргит Пёртнер    | Лиза Ричардсон                                                                            | ЧДЖ 1996                            |
| 1995—96                                        | Дорте Хольм         | Маргит Пёртнер  | Хелене Йенсен          | Лиза Ричардсон    | Хелена Блак Лаурсен тренер: Франтс Гуфлер (ЧЕ)                                            | ЧЕ 1995 (5 место) ЧМ 1996 (7 место) |
| 1996—97                                        | Дорте Хольм         | Маргит Пёртнер  | Хелене Йенсен          | Лиза Ричардсон    | Хелена Блак Лаурсен тренер: Франтс Гуфлер                                                 | ЧЕ 1996 (7 место)                   |
| 1996—97                                        | Хелена Блак Лаурсен | Дорте Хольм     | Маргит Пёртнер         | Лиза Ричардсон    | Трине Квист                                                                               | ЧДЖ 1997                            |
| 1996—97                                        | Хелена Блак Лаурсен | Маргит Пёртнер  | Дорте Хольм            | Лиза Ричардсон    | Яне Бидструп                                                                              | ЧМ 1997                             |
| 1997—98                                        | Хелена Блак Лаурсен | Дорте Хольм     | Маргит Пёртнер         | Лиза Ричардсон    | Лене Бидструп (ЧЕ) Трине Квист (ЧДЖ) тренер: Микаэль Квист (ЧЕ)                           | ЧЕ 1997 · ЧДЖ 1998                  |
| 1997—98                                        | Хелена Блак Лаурсен | Маргит Пёртнер  | Дорте Хольм            | Трине Квист       | Яне Бидструп тренер: Микаэль Квист                                                        | ЗОИ 1998                            |
| 1997—98                                        | Хелена Блак Лаурсен | Маргит Пёртнер  | Дорте Хольм            | Лиза Ричардсон    | Трине Квист тренер: Микаэль Квист                                                         | ЧМ 1998                             |
| 1998—99                                        | Хелена Блак Лаурсен | Дорте Хольм     | Трине Квист            | Лиза Ричардсон    | Jeanett Syngre тренеры: Jørn Ravnholt, Олле Брудстен                                      | ЧЕ 1998                             |
| 2002—03                                        | Дорте Хольм         | Малене Краусе   | Дениз Дюпон            | Лиллиан Фрёлинг   | Мадлен Дюпон тренер: Микаэль Квист                                                        | ЧЕ 2002                             |
| 2002—03                                        | Дорте Хольм         | Лене Бидструп   | Малене Краусе          | Лиза Ричардсон    |                                                                                           | ЧДЖ 2003                            |
| 2002—03                                        | Дорте Хольм         | Малене Краусе   | Дениз Дюпон            | Лиза Ричардсон    | Мария Поульсен тренер: Франтс Гуфлер                                                      | ЧМ 2003 (8 место)                   |
| 2003—04                                        | Дорте Хольм         | Малене Краусе   | Дениз Дюпон            | Camilla Hansen    | Лиза Ричардсон тренер: Яне Бидструп                                                       | ЧЕ 2003                             |
| 2005—06                                        | Дорте Хольм         | Дениз Дюпон     | Лене Нильсен           | Малене Краусе     | Мария Поульсен тренеры: Герт Ларсен (ЧЕ), Лассе Лаурсен (ЗОИ), Авияя Лунд Ярунд (ЧЕ, ЗОИ) | ЧЕ 2005 · ЗОИ 2006 (9 место)        |
| Кёрлинг среди смешанных команд (mixed curling) |                     |                 |                        |                   |                                                                                           |                                     |
| 1991—92                                        | Ульрик Шмидт        | Дорте Хольм     | Нильс Сиггорд Андерсен | Лиза Ричардсон    |                                                                                           | ЧДСК 1992                           |
| 1993—94                                        | Ульрик Шмидт        | Дорте Хольм     | Нильс Сиггорд Андерсен | Лиза Ричардсон    |                                                                                           | ЧДСК 1994                           |
| 2004—05                                        | Ульрик Шмидт        | Дорте Хольм     | Лассе Лаурсен          | Лиза Ричардсон    |                                                                                           | ЧДСК 2005                           |

(скипы выделены полужирным шрифтом)